# Cusco
|  | Aquest article tracta sobre la ciutat de Cusco. Si cerqueu l'antic departament i actual regió, vegeu «Regió de Cusco». |

La ciutat de Cusco (en l'original quítxua: Qusqu) és la capital del departament homònim del Perú. Està situada en la serra sud del país. Actualment, té aproximadament tres-cents mil habitants. Va ser declarada Patrimoni de la Humanitat el 1983 per la UNESCO. Fou una ciutat cabdal en temps de l'Imperi Inca i des del 1993 és la capital històrica del Perú per la constitució.

## Etimologia
El nom actual de la ciutat en castellà és Cuzco, també escrit com a Cusco; ve del nom en la llengua autòctona, el quítxua Qusqu, també escrit com a Qosqo. La tradició afirma que significa 'centre, melic, cinturó', això perquè, segons la mitologia inca, hi confluïen el món de baix (Uku Pacha) amb el món visible (Kay Pacha) i el món superior (Hanan Pacha). D'aquesta manera, la ciutat va ser i és anomenada el melic del món, en referència a l'univers.
A l'arribada dels conquistadors espanyols, el seu nom passa al castellà com a Cusco, com apareix en els mapes dels segles segle xvi, xvii i xviii. En alguns mapes del segle xix (des de 1814) i xx (fins a almenys 1976) apareix el nom d'aquesta ciutat escrit com a Cuzco. Avui, en la cartografia oficial peruana, apareix el nom original en espanyol, encara que es continuï emprant comunament l'altra forma en altres països de parla castellana.
L'article 49è de la Constitució política del Perú de 1993, en establir la capital històrica del país, assenyala que la forma correcta d'escriptura és Cusco. Mentre que el Consell municipal del Cusco (des del 23 de juny de 1990) aprova l'acord municipal núm. 078, pel qual es va disposar: "instituir l'ús del nom Qosqo, en substitució del vocable Cusco, en tots els documents del govern municipal del Cusco".

## Història

### Fundació i època inca

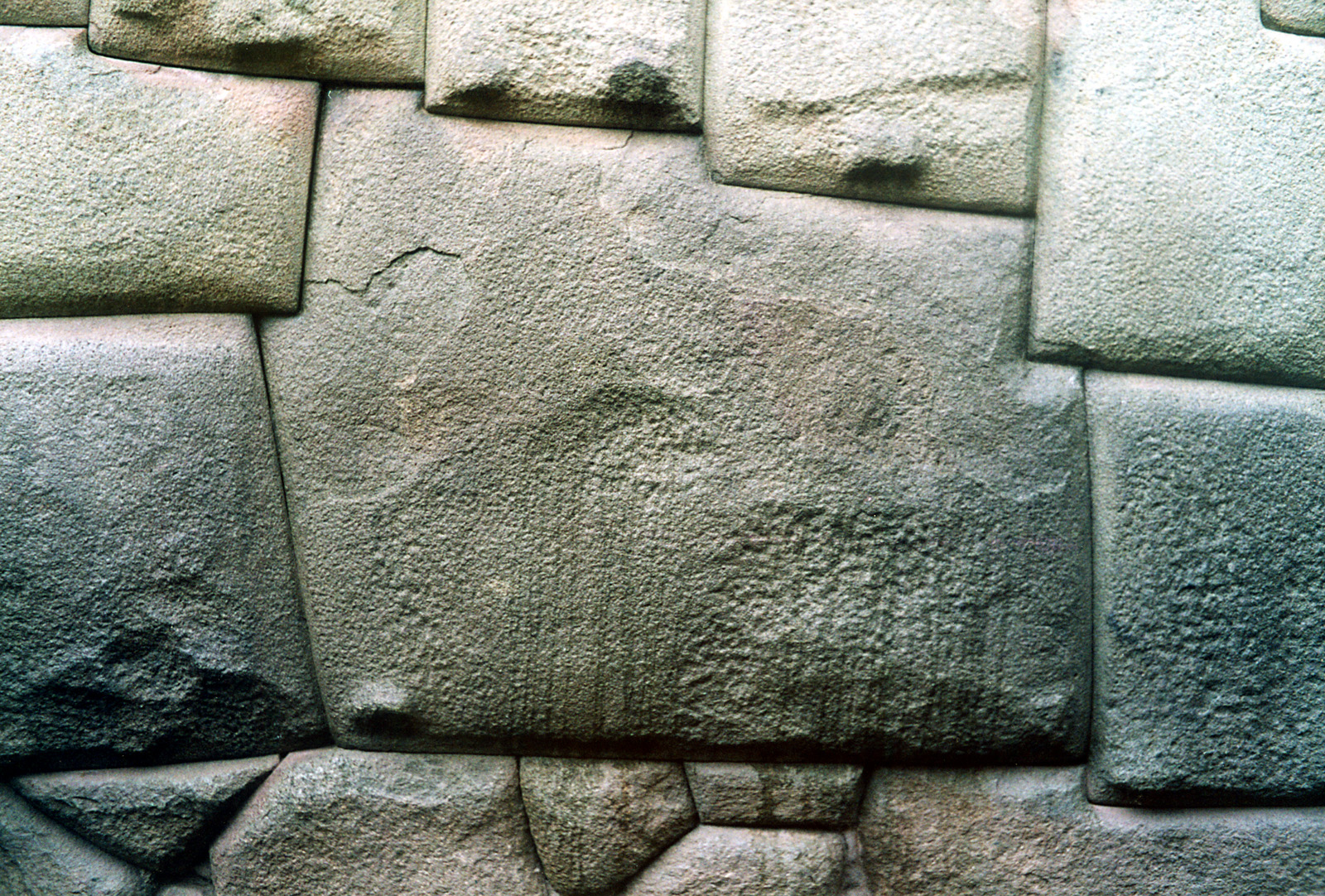
Pedra dels dotze angles al carrer Hatum Rumiyuq

Dues llegendes quítxues conten que Cusco fou fundada pel primer cap d'estat inca, Manco Cápac, amb la seua germana i consort, Mama Ocllo. Segons ambdues tradicions, el lloc adient va ser revelat pel déu sol, Inti, després que els fundadors el cercaren durant una peregrinació iniciada a la vall sagrada dels inques.
El consens a què han arribat arqueòlegs i antropòlegs, però, apunta que, arran de la caiguda del Regne de Taypiqala, un grup de 500 persones emigrà i s'establí, en diverses tongades, a la vall del riu Huatanay, on hom fundaria Cusco. La data exacta encara n'és desconeguda, però se sap del cert que ja era habitada fa 3.000 anys. Només tenint en compte que Cusco va ser la capital de l'Imperi Inca (a mitjans del segle xiii), és la ciutat habitada més antiga de tota Amèrica.
Sembla que l'emperador Pachacútec (1438-1471) i son fill Túpac Yupanqui (1471-1493) convertiren Cusco en centre espiritual i polític de l'Imperi Inca, aplegant i conciliant diversos grups tribals com els Lupaca i els Colla. Fou durant aquest període quan el domini de Cusco arribà fins a Quito, al nord, i al riu Maule, al sud, en un domini que s'allargassava per 4.500 km de muntanyes.
Així mateix, hom atribueix el disseny originari de la ciutat a Pachacútec. El plànol del Cusco antic tenia la silueta d'un puma: la plaça central, Haucaypata, en la posició del pit de l'animal, el cap seria la fortalesa de Sacsayhuamán. Els inques dividiren administrativament el seu territori de manera que els límits de les quatre regions (Tawantin Suyu) de l'imperi coincidiren a la plaça central de Cusco.

### Època republicana

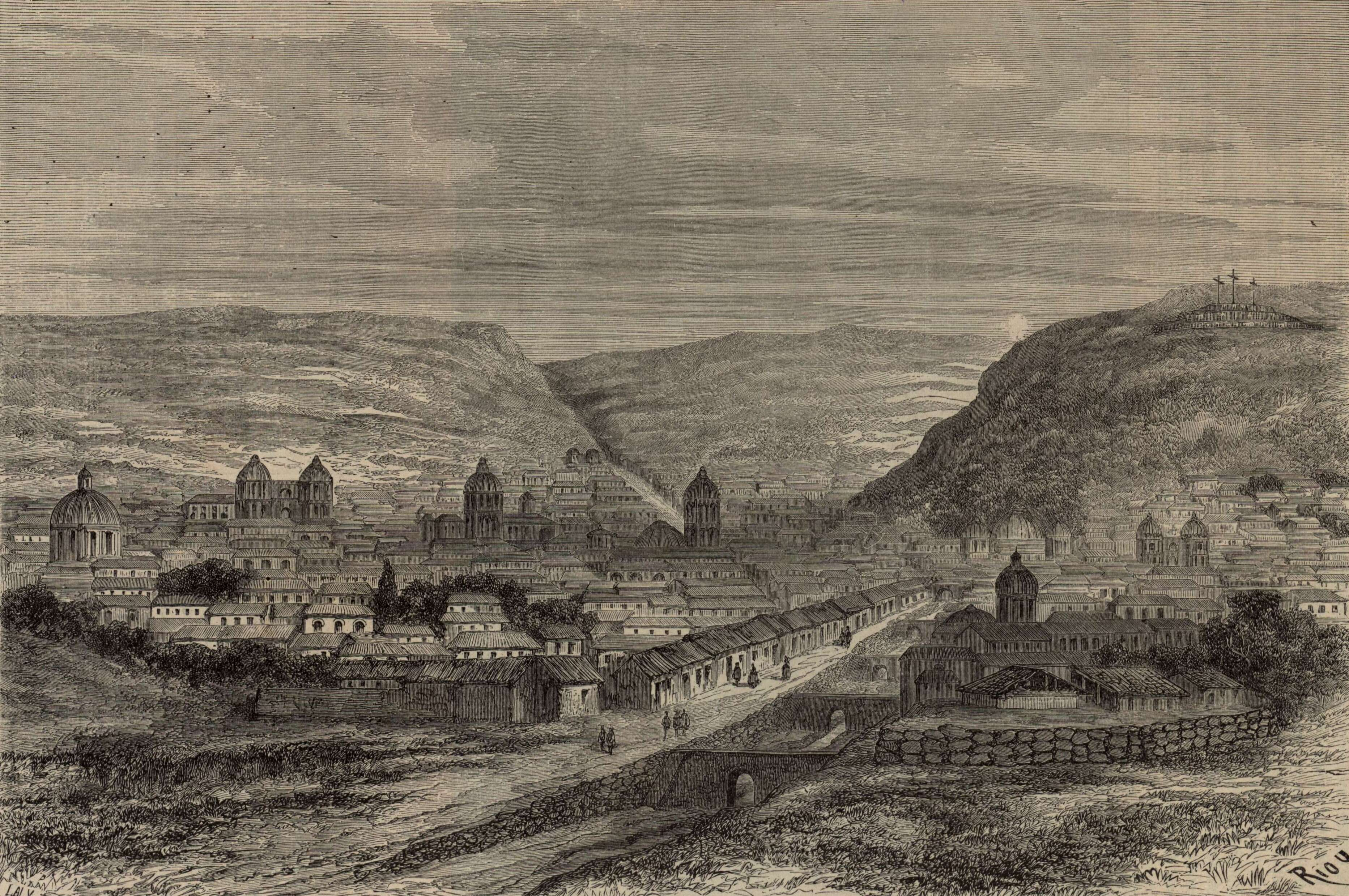
Vista general de Cusco. Gravat antic

Perú es va independitzar el 1821, i Cusco mantingué la seua importància dintre de l'organització política i administrativa del país. Així, es creà la regió de Cusco, que abraçava els territoris amazònics fins a la frontera amb Brasil, i en fou la capital.
A partir del segle xx, la ciutat cresqué a una gran ritme, estenent-se pels districtes veïns de Santiago i Wanchaq.

### Actualitat
El 1950, un altre terratrèmol va sacsejar la ciutat causant la destrucció de més d'un terç de tots els edificis. La ciutat va començar a esdevenir un focus important de turisme i a rebre més turistes.
Des del 1990, l'activitat turística pren un especial paper en l'economia de la ciutat, amb la consegüent ampliació d'activitats hoteleres. Actualment, el Cusco és la principal destinació turística del Perú. Per altra banda, la ciutat manté el creixement urbà, estenent-se actualment també als districtes de San Sebastián i San Jerónimo.

## Geografia
Cusco s'expandeix pels turons i la vall del riu Huatanay. El seu clima és generalment sec i temperat. Té dues estacions definides: una de seca entre abril i octubre, amb dies assolellats, nits fredes i temperatura mitjana de 13 °C; i una altra de plujosa, de novembre a març, amb una temperatura mitjana de 12 °C. En els dies assolellats la temperatura arriba als 20 °C.

## Turisme
Per la seva antiguitat i transcendència, el centre de la ciutat conserva molts edificis, places i carrers d'èpoques prehispàniques, així com construccions colonials, per la qual cosa fou declarada Patrimoni de la Humanitat el 1983 per la UNESCO. Entre els principals llocs d'interès de la ciutat es troben: 

### Barri de San Blas
En aquest barri es concentren els artesans, amb les seves botigues i tallers; és, doncs, un dels llocs més pintorescs de la ciutat. Els carrers són costeruts i estrets, amb antigues casonas construïdes pels espanyols sobre importants fonaments inques. Té una plazoleta i la parròquia més antiga del Cusco edificada l'any 1563, que conté un púlpit de fusta tallada considerat la màxima expressió de l'època colonial.
El nom en quítxua d'aquest barri és Toqocachi, que significa el 'buit de la sal'.

### Carrer Hatum Rumiyuq

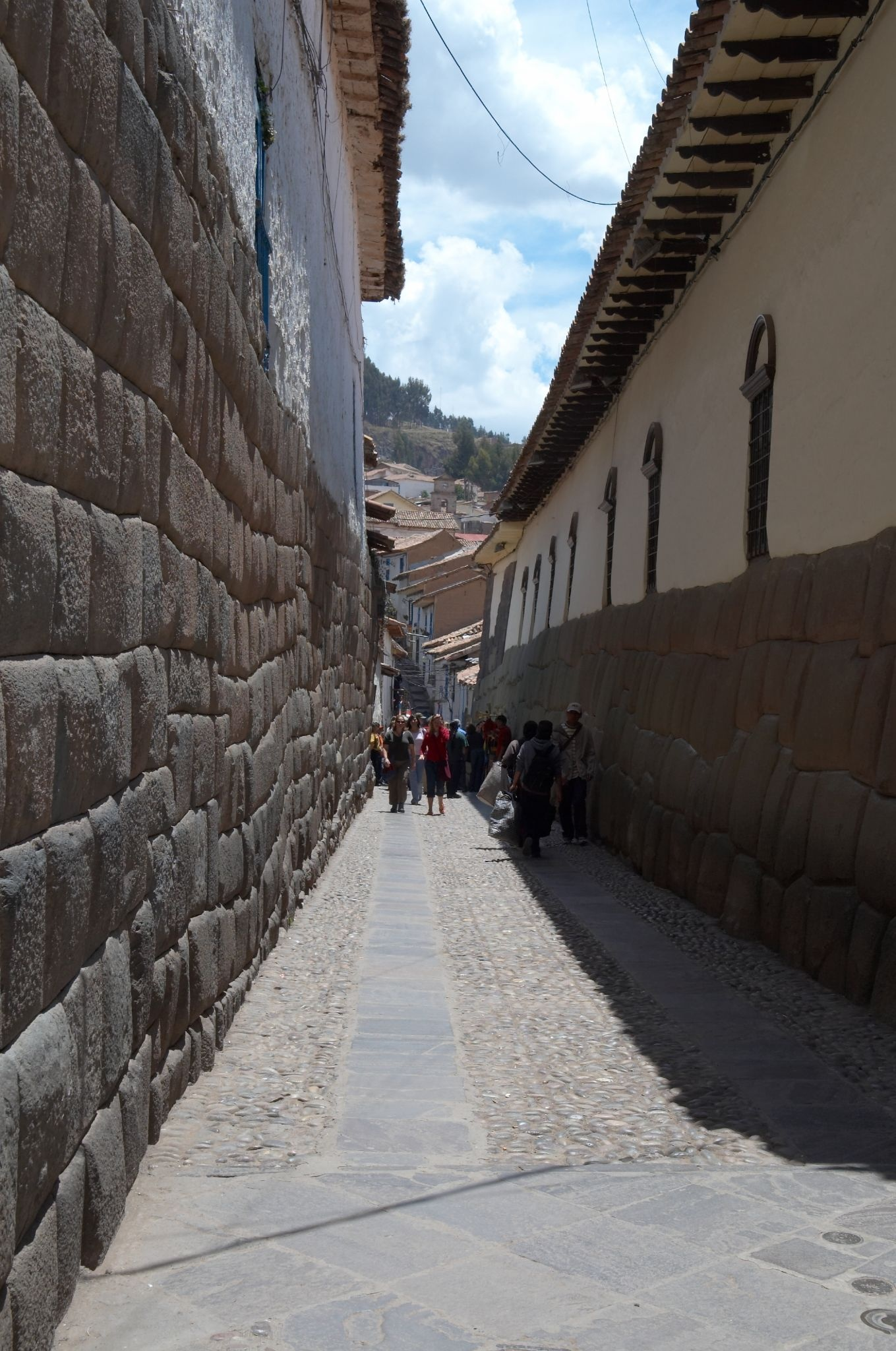
Carrer Hatum Rumiyoc

El carrer Hatum Rumiyuq ('De la roca major') és el més visitat pels turistes, car s'hi troba el palau d'Inca Roca, que actualment pertany al palacio Arzobispal. En aquest carrer, que va des de la plaça d'Armes fins al barri de San Blas, es pot apreciar l'enigmàtica pedra dels dotze angles.

### Convent i església de la Mercè
A causa dels terratrèmols, el convent i església de la Mercè han estat reconstruïts més d'un cop. Originàriament data del segle xvi. Hi destaquen els seus claustres d'estil barroc i renaixentista, així com el cadirat del cor, les pintures colonials i les talles de fusta.
També s'hi pot veure una custòdia d'or i pedres precioses de 22 quilos de pes i de 130 centímetres d'alçària.

### Catedral

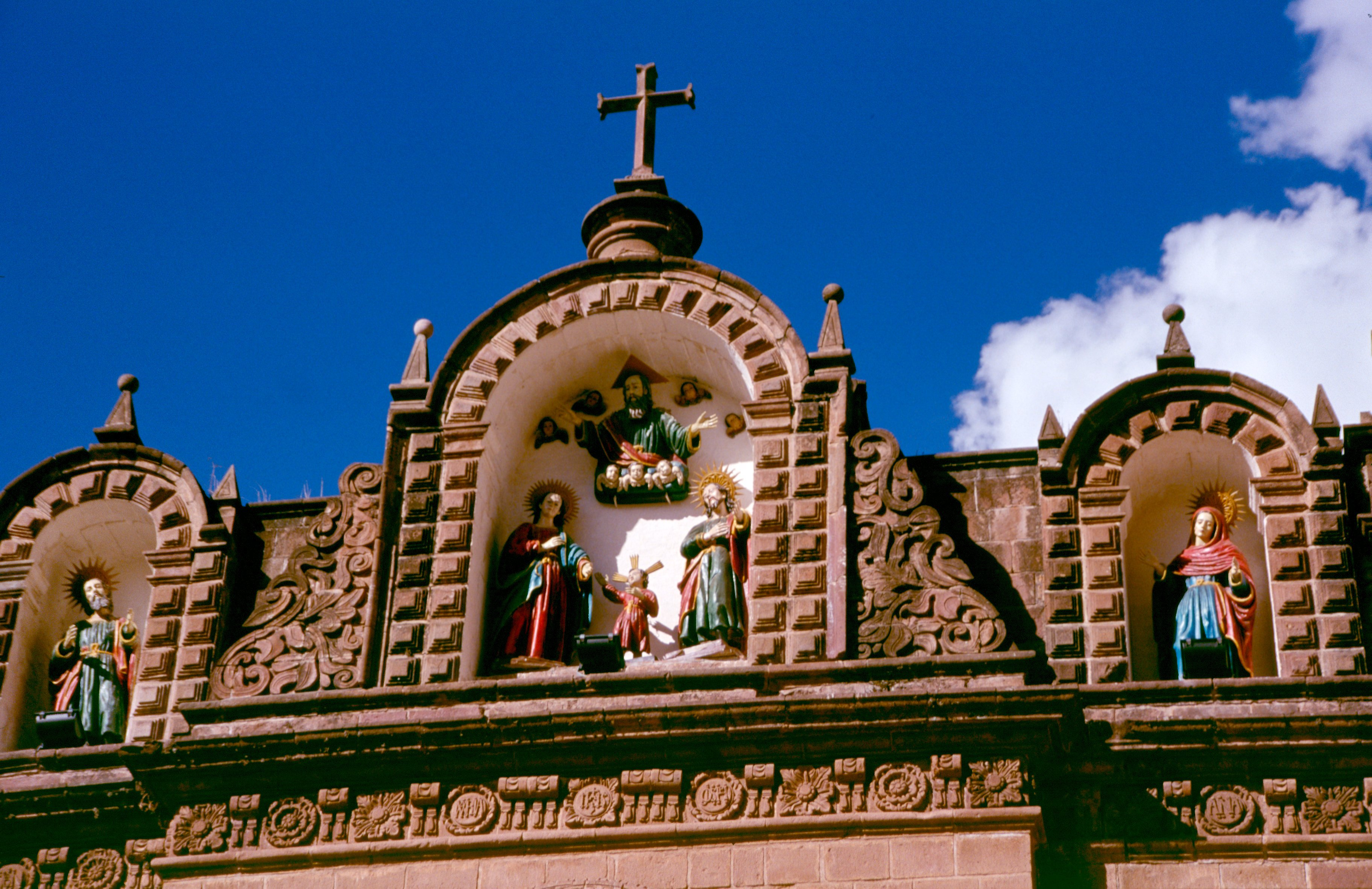
Capella de la Sagrada Família, junt a la catedral. Aquest edifici va pertànyer antigament a la Inquisició, i al seu davant tenien lloc les execucions públiques dels condemnats

En realitat, la primera catedral del Cusco és l'església del Triomf, construïda el 1539 sobre la base del palau de l'Inca Viracocha. En l'actualitat, aquesta església és una capella auxiliar de la catedral.
Entre els anys 1560 i 1664 es va construir la basílica catedral de la ciutat. Els espanyols van fer portar blocs de granit de color vermell des de la fortalesa Sacsayhuamn.
Aquesta catedral, de façana renaixentista i interiors barroc i plateresc, té una de les més destacades mostres d'orfebreria colonial. Importants són igualment els seus altars de fusta tallada.
Atès que en aquesta ciutat es va desenvolupar la pintura sobre llenços en l'anomenada escola cusquenya de pintura, a la catedral es poden observar importants mostres d'artistes locals de l'època.

### Plaza de Armas
L'Awqaypata, o 'plaça del guerrer', ve dels temps dels inques. Aquesta plaça ha estat l'escenari de diversos fets importants en la història de la ciutat, com la proclamació per part de Francisco Pizarro de la conquesta del Cusco. La plaça d'Armes va ser també l'escenari de la mort de Tupac Amaru II, considerat el cabdill indígena de la resistència.
Els espanyols hi van construir una arqueria de pedra. Als voltants són també la Catedral i l'església de La Companyia.

### Església de la Companyia

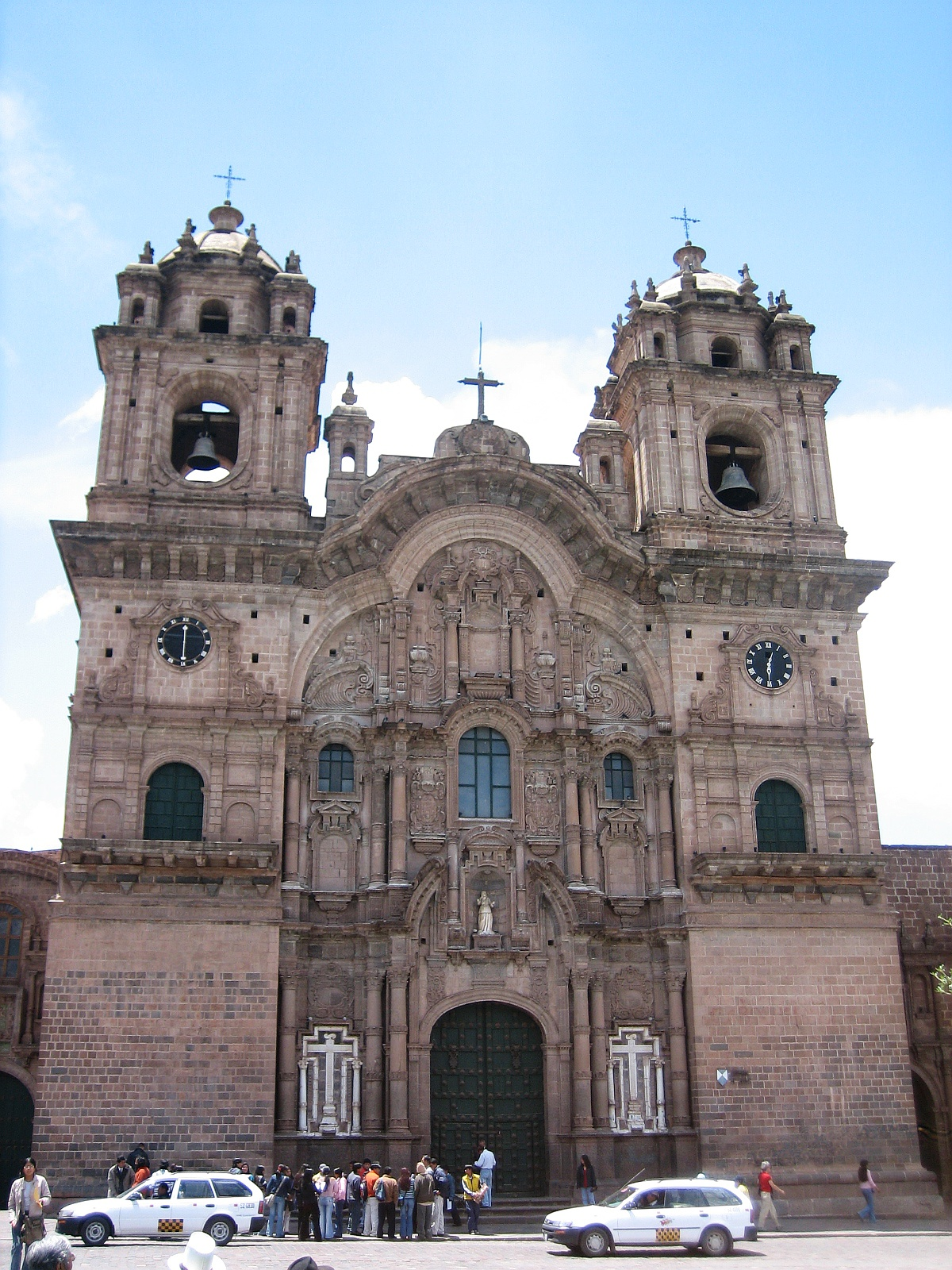
Església de la Companyia

L'església de la Companyia va ser construïda pels jesuïtes el 1576 sobre les bases de l'Amarucancha (el palau de l'emperador Huayna Cápac), i és considerada una de les millors mostres de l'estil barroc colonial americà.
La façana n'és de pedra tallada, i l'altar major és de fusta tallada i revestida de pa d'or. Es va construir sobre una capella subterrània. Addicionalment, en destaquen dues capelles, la de Lorda i l'antic oratori de Sant Ignasi de Loiola. A més, el temple conté una valuosa col·lecció de llenços colonials de l'escola cusquenya.

### Coricanchai el convent deSanto Domingo

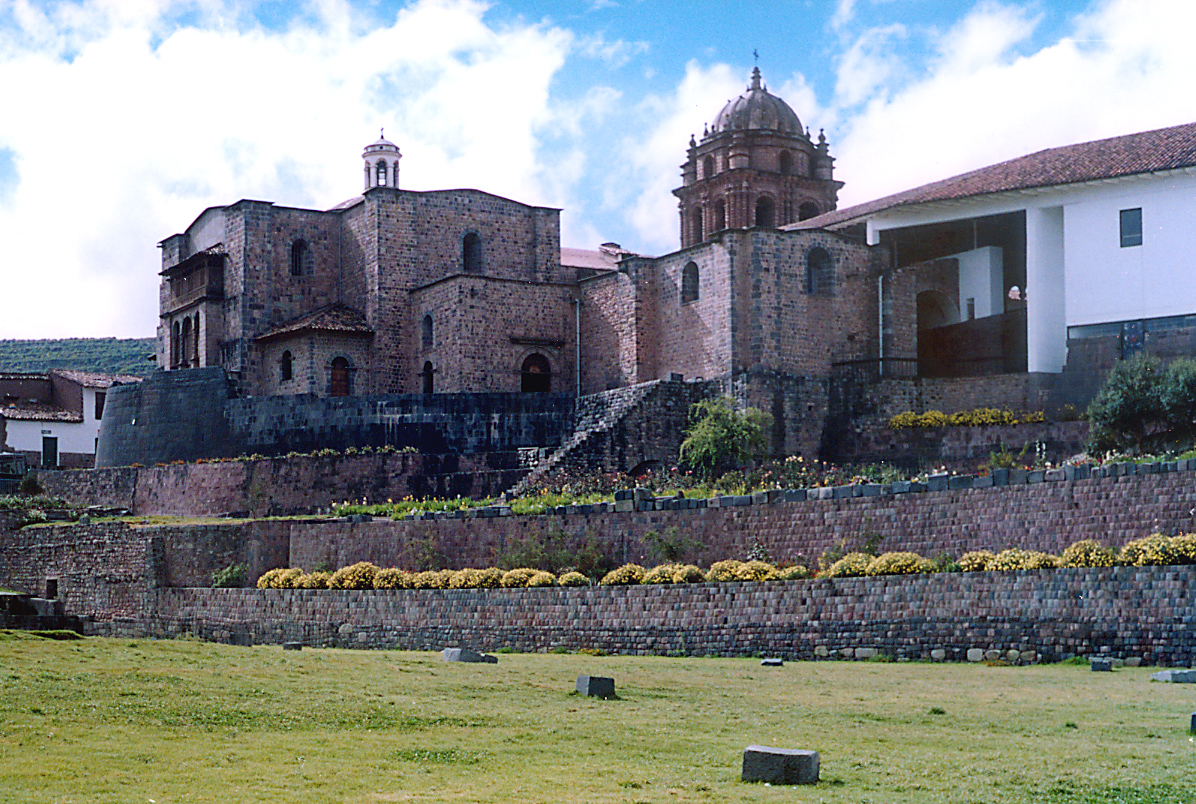
Coricancha i església del convent de Santo Domingo

Durant l'Imperi Inca, el Qoricancha va ser el santuari més important dedicat al déu Sol. Hom anomenava aquest temple el lloc d'or perquè els murs eren recoberts amb làmines d'or.
Tenint aquesta estructura com a base, els espanyols van construir el convent de Santo Domingo, d'estil renaixentista. L'edificació, d'una sola torre barroca, sobrepassa en alçada les altres edificacions d'aquesta ciutat. A l'interior, hi ha una important col·lecció de pintures de l'escola cusquenya de pintura.

## Organització política

### Govern local
La ciutat, com a capital de la província homònima, és governada per la Municipalidad provincial del Cusco, que té competència en tot el territori de la província. No existeix una autoritat restringida a la ciutat. En aquest sentit, els ajuntaments de Santiago, Wanchaq i San Sebastian també tenen competència en temes relatius als seus propis districtes.

### Govern polític
La ciutat, per ser capital departamental, és seu del govern regional del Cusco. Així mateix, té un prefecte amb atribucions polítiques en l'àmbit departamental. Finalment, és seu també de les diferents direccions regionals dels ministeris.

### Funció judicial
Cusco és seu de la Cort Superior de Justícia del Cusco, ens rector del districte judicial del Cusco. D'acord amb l'organització judicial peruana, en el territori de la ciutat del Cusco funcionen 8 jutjats de pau (5 pertanyents al districte de Cusco, junt al districte de Santiago, el de Wanchaq, i el de San Sebastián), 17 jutjats especialitzats (2 de família, 4 civils, 6 penals, 1 laboral i 3 mixts), i 5 sales superiors (2 penals, 2 civils, i 1 mixta).

## Símbols
Cusco té 3 símbols oficials, la bandera de Cusco, l'escut d'armes i l'himne. Se solen lluir en actes oficials i en l'Inti Raymi, una festa tradicional inca, el 24 de juny.
Quant a l'escut d'armes, en l'actualitat n'hi ha dos en ús. Cusco té un escut carlista amb més de 450 anys d'antiguitat, però l'ajuntament empra el Sol d'Echenique, puix aquest prima el passat inca en lloc del passat colonial. És aquest, a més, el que apareix com a segell de seguretat als bitllets actuals del sol.
Himne al Cusco
L'Himne al Cusco és una composició dels músics cusquenys Luis Nieto Miranda i Roberto Ojeda Campana que la Municipalidad provincial del Cusco va adoptar en l'any 1970 com a himne de la ciutat. La lletra fa, en castellà i en quítxua:
(Cor)
Cusco, Cusco es tu nombre sagrado

como el sol del inkario inmortal

todo el mundo te lleva en el pecho

como canto y bandera triunfal.

Invencible bastión de tu raza,

te saludan los pueblos de pie;

y la patria que se honra en tu estirpe

de coloca en la frente un laurel.

(estrofes)
Cusco eterno, tus áureas reliquias

trabajaron orfebres del Sol.

Tus hazañas tallaron los siglos

y tu imagen la gloria esculpió

Que se pongan de pie las naciones

que disparen su canto de estrellas

y que el mundo te rinda homenaje

inclinando en tu honor su pendón.

(qhochuntin)
Qosqo, qosqo willkasqan sutiyki

inkapachaq Tayta Intin hina

teqsimuyun qhasqonpi apasunki

haylli taki unanchanta hina.

Mana llalliy sanaykiq pukaran,

llaqtakunan much´aykusunki;

Suyutaqmi aylluykiwan samisqa

mat´iykiman pilluta churan.

(yarayma)
Wiñay Qosqo, Inti qorimanyankunan

illaykikunata llanq´arqan.

Hayllinkikunatan pacha llaqllarqan

wankikitaqaq Kusi Pacha.

Llapan suyukuna sayarichun,

ch´aska takinkuta wach´ichispa

llin pachataq yupaychasunkiku

unanchanta k´umuykachispa.

## Economia
La principal activitat econòmica dels habitants de Cusco és la recepció del turisme.

## Educació
Cusco té diverses institucions educatives amb segles d'antiguitat. La primera escola fundada pels conqueridors espanyols fou San Francisco de Borja, per a l'ensenyament dels fills dels habitants forasters. Així mateix, en els primers anys de la república, el libertador Simón Bolívar fundà el Colegio Nacional de Ciencias, una institució paradigmàtica en l'educació peruana.
Avui en dia, els infants de totes les edats tenen escoles, amb l'afegit de diversos col·legis religiosos privats.
Col·legis públics i privats
- Total: 4.302
- Educació inicial: 2.008
- Educació primària: 1.743
- Educació secundària: 399

Instituts superiors pedagògics
- Instituto Superior Pedagógico Privado "Santa Rosa".

Universitats
- Universitat Nacional San Antonio Abad
- Universitat Andina del Cusco.

## Població
L'any 2002, segons l'INE, Cusco tenia 319.422 persones, en la seua major part mestisses o indígenes.

## Centre religiós
En temps inques, Cusco fou el centre del culte estatal al Sol, amb el temple principal de la religió solar (el Qurikancha, 'recinte d'or', en quítxua), amb el principal Aqllawasi ('casa de les escollides del Sol'), i amb les seus dels clans funeraris dels emperadors morts. A més, Cusco era la residència habitual de l'emperador (Inca) governant, el déu vivent, i de l'alt clergat estatal, representat pel Willka umu ('summe sacerdot'). Per tot això, Cusco acollia les grans cerimònies multitudinàries i les festivitats imperials, com l'Inti Raymi ('Festa del Sol'), el 24 de juny a Sacsayhuaman.

## Transports i comunicacions
A Cusco, hi ha el segon aeroport peruà quant a trànsit, l'Aeroport Internacional Alejandro Velasco Astete, el qual rep vols diaris nacionals des de Lima, Arequipa, Puerto Maldonado i Juliaca, i d'internacionals des de La Paz (Bolívia).
Per tren, s'hi arriba des de Puno i Arequipa.
Per carretera, Cusco està connectada a les ciutats de Puerto Maldonado, Arequipa, Abancay i Puno.

## Esdeveniments culturals
- Festival Internacional de Curtmetratges de Cusco, organitzat des de l'any 2004 en els mesos de novembre.

## Títols honorífics
- Cusco, primera ciutat i primer vot de totes les ciutats i viles de la Nova Castella.

Atorgat a Madrid per Reial Cèdula de Carles V el 24 d'abril de 1540.
- La molt insigne, molt noble, lleial i fidelíssima ciutat de Cusco, la més principal i cap dels regnes del Perú.

Atorgat a Madrid per Reial Cèdula de Carles V el 19 de juliol de 1540.
- Cusco, capital arqueològica d'América.

Atorgat al XXV Congrés Internacional d'Americanistes celebrat a La Plata, Argentina, el 1933.
- Cusco, herència cultural del món.

Atorgat per la Setena Convenció d'Alcaldes de les Grans Ciutats del Món, reunida a Milà, Itàlia, el 19 d'abril de 1978.
- Cusco, Patrimoni de la Humanitat

Atorgat per la UNESCO a París, França, el 9 de desembre de 1983.
- Cusco, Patrimoni cultural de la nació.

Atorgat mitjançant Llei núm. 23765 del 30 de desembre de 1983. Aquesta mateixa llei qualifica, en el seu article 3, Cusco com a capital turística del Perú.
- Cusco, capital històrica del Perú.

Atorgat per l'article 49 de la Constitució política del Perú de 1993.
- Cusco, capital històrica de Llatinoamèrica

Atorgat pel congrés Llatinoamericà de Regidors, a Cusco, en novembre de 2001.

## Ciutats agermanades
- Atenes
- Baguio
- Betlem
- Chartres
- Ciutat de Mèxic
- Copán
- Cracòvia
- Cuenca
- L'Havana
- Jerusalem
- Kesong
- Kyoto
- Moscou
- Nova Jersey
- La Paz
- Potosí
- Rio de Janeiro
- Samarcanda
- Santa Barbara
- Xi'an